# 大和ネクスト銀行
株式会社大和ネクスト銀行（だいわネクストぎんこう、英称：Daiwa Next Bank, Ltd.）は、東京都千代田区に本社を置き、大和証券グループ本社全額出資による、「新たな形態の銀行」に分類される日本のネット銀行。

## 概要
2009年（平成21年）10月23日、大和証券グループ本社の役員会に於いて、2011年（平成23年）を目処にインターネット銀行の設立を目指すことを明らかにした。取り扱う商品は預金のみとし、ダイレクトチャネルと大和証券各店舗の対面チャネルを活用して展開する。また、当社の預金口座と大和証券の証券総合口座との間を自動で振り替えるサービス「スイープ・サービス」を提供する。
2010年（平成22年）4月に、準備会社として大和ネットバンク設立準備株式会社を設立。その後準備を進め、2011年（平成23年）4月4日付けで金融庁による予備審査が終了し、同日株式会社大和ネクスト銀行に商号変更をした上で営業免許を金融庁に申請し、2011年4月12日付けで金融庁より銀行営業免許を取得。2011年4月22日には大和証券が同社を所属銀行とする銀行代理業許可を取得し、2011年（平成23年）5月13日に利用者向けのサービス開始を迎えた。
なお、かつて「大和銀行」という銀行が存在したが、そちらは野村ホールディングス（野村證券の親会社）を中心とした野村財閥傘下の銀行（現在のりそな銀行）であり、本行との関連はない。

## 沿革
- 2010年（平成22年）4月1日 - 大和ネットバンク設立準備株式会社として設立。
- 2011年（平成23年）
  - 4月4日 - 金融庁による予備審査終了。株式会社大和ネクスト銀行に商号変更し、営業免許を金融庁に申請。
  - 4月12日 - 金融庁より銀行営業免許を取得。
  - 4月15日 - 開業。
  - 4月22日 - 大和証券が、大和ネクスト銀行を所属銀行とする銀行代理業の許可を取得。
  - 5月13日 - 顧客向けのサービスを開始。
- 2012年（平成24年）7月31日 - ツインアカウント利用者でかつ大和証券の「ダイワ・コンサルティングコース」利用者を対象とした外貨普通預金及び外貨定期預金の取り扱いを開始。
- 2013年（平成25年）10月1日 - 同日受付分より、大和証券利用者向けの口座開設（ツインアカウント利用者）のみを行い、大和ネクスト銀口座のみの開設受付を停止。
- 2016年（平成28年）4月1日 - マネーパートナーズとの業務提携により、当社の外貨預金口座利用者を対象とした「スマデポ」カードを発行開始。
- 2017年（平成29年）11月10日 - 「えらべる預金」[9]の取り扱いを開始。
- 2019年（令和元年）7月 - 「えらべる預金」の累計預入金額が600億円を突破[10]。
- 2023年（令和5年）3月31日 - マネーパートナーズとの業務提携により、当社の外貨預金口座利用者を対象とした「スマデポ」カードの発行、利用及びサポートを年内に順次終了し、廃止することを発表。
- 2023年（令和5年）4月17日 ‐ 「外貨積立」[11]の取り扱いを開始。
- 2025年（令和7年）3月31日 ‐ 「プレゼント定期預金」、「ドリーム定期預金」および「バスケット定期預金」の取り扱いを終了。これに伴い「えらべる預金」の取り扱いも終了。なお、「応援定期預金」の取り扱いは継続。

## 支店
ネット専業銀行であるため実店舗は存在せず、七福神の神を由来とする5つの支店が存在し、この中から銀行側が口座開設時にランダムで割り当てが決まる。
- エビス支店（支店コード・101）
- ダイコク支店（支店コード・102）
- ビシャモン支店（支店コード・103）
- ベンテン支店（支店コード・104）
- ホテイ支店（支店コード・105）

### CONNECT専用口座
大和コネクト証券（旧・CONNECT）利用者向けの入金照合口座に割り当てられる支店。
- さくら支店（支店コード・201）
- すずらん支店（支店コード・202）
- なでしこ支店（支店コード・203）
- はなみずき支店（支店コード・204）
- ひまわり支店（支店コード・205）

### その他
- 本店（支店コード・001）

## 商品

### 預金
- 普通預金
- 定期預金
- スイープ・サービス
  - 1983年（昭和58年）に旧：大和證券（現：大和証券グループ本社）が京都信用金庫との提携によってサービスを始めた『京信資金総合口座』のスイープ・サービスとほぼ同様であり、約30年前のアイデアを今に生かせるとみて投入する。[13]
- 外貨普通預金...ツインアカウントで利用している口座を対象。
- 外貨定期預金...同上

商品の概要については、2011年（平成23年）5月6日に大和証券のホームページにて発表された。

### 入出金
自社の通帳・キャッシュカードの発行は行わないため、入出金を行うには「各提携金融機関から当社宛への振り込みによる入金」・「当社から各提携金融機関への振り込みによる出金」となる。なお、「当社相互間の他人名義口座への振り込み」については何度でも振り込み手数料が無料となる。また、「当社から他金融機関の本人名義口座宛への振り込み」については一部金融機関を除き何度でも振り込み手数料が無料となるほか、「当社から他金融機関の他人名義口座宛への振り込み」については月3回まで振り込み手数料が無料となる。
大和証券の証券口座開設者で「ダイワ・カード」を保有している場合については、「ダイワのツインアカウント」（証券口座と銀行口座との連携による、両方の口座を利用できるサービス）にすることで、当社普通預金口座の残高を大和証券のお客様口座を経由して、全国のセブン銀行ATMなどにて入金（翌営業日付で普通預金口座へ自動振替）・出金をすることができる。